# Deutschsprachige Emigration nach Dänemark 1933–1945
Die deutschsprachige Emigration nach Dänemark 1933–1945 war gering ausgeprägt. Dänemark war wegen seiner restriktiven Fremdenpolitik und seiner politischen Rücksichtnahmen gegenüber dem mächtigen Nachbarland kein bevorzugtes Exilland für Flüchtlinge aus dem nationalsozialistischen Deutschland. Wichtiger war Dänemark als Transitland.
1937 befanden sich 1.512 deutsche Emigranten in Dänemark, zum Zeitpunkt des deutschen Überfalls auf Dänemark am 9. April 1940 waren es 1.550 Flüchtlinge. Die Zahl derjenigen, die durch Dänemark in Drittländer flüchteten, wird dagegen auf 20.000 bis 30.000 geschätzt. Besondere Beachtung verdient die Rettung der dänischen Juden, unter denen sich auch einige deutschsprachige Emigranten fanden.

## Staatliche Repressionen
Die staatlichen Repressionen Dänemarks richteten sich insbesondere gegen Flüchtlinge jüdischen Glaubens und kommunistischer Überzeugung. Bereits 1933 waren besondere „Kommunistenbedingungen“ erlassen worden, die die Bewegungsfreiheit kommunistischer Flüchtlinge erheblich einschränkten und ihre politischen Betätigungsmöglichkeiten drastisch begrenzten. Im Oktober 1938 erfolgten Anweisungen an die Grenzstellen, jüdische Flüchtlinge abzuweisen, auch die dänischen Auslandsvertretungen hatten die Auflage, entsprechende Asylgesuche zurückzuweisen. Sozialdemokratische Emigranten hatten demgegenüber mit weniger Behinderungen zu rechnen; bereits im Juni 1933 konnte in Kopenhagen ein Sekretariat der Sopade aufgebaut werden, die ab 1936 eine dänische Ausgabe der Deutschland-Berichte der Sopade herausgab.
Trotz aller Restriktionen war Kopenhagen bis 1938 das Zentrum kommunistischer Exilarbeit in Skandinavien. Ernst Wollweber leitete von der dänischen Hauptstadt aus eine international verzweigte Sabotageorganisation.

## Arbeitserleichterungen für Intellektuelle
Flüchtlinge durften dem dänischen Staat nicht zur Last fallen und waren auf die materielle Unterstützung von Hilfskomitees angewiesen. Die wichtigsten Hilfsorganisationen waren das von der Jüdischen Gemeinde gebildete Komitee und das sozialdemokratisch-gewerkschaftliche Materotti-Komitee, das laut Lorenz auch zur Disziplinierung der SPD-Emigration in Dänemark genutzt wurde.
Erst ab 1936 kam es zur Erleichterung bei der Ausgabe von Arbeitsgenehmigungen, wobei Sozialdemokraten und Intellektuelle bevorzugt wurden. Einzelne Naturwissenschaftler erhielten gute Arbeitsplätze bei Niels Bohr, Theodor Geiger begründete die Soziologie in Dänemark, Julius Hirsch hatte großen Einfluss auf die Entwicklung der Wirtschaftswissenschaft im Lande. Philipp Scheidemann lebte seit 1934 in Kopenhagen, Bert Brecht von 1933 bis 1939 in Svendborg und Hans Henny Jahnn lebte von 1934 bis zum Kriegsende auf Bornholm.
In Östrupgaard auf Fünen existierte von 1933 bis 1938 das von Minna Specht und Gustav Heckmann geleitete Schulheim Östrupgaard als Fortführung des 1933 ins Exil gezwungenen Landschulheims Walkemühle.